# ويليام جون كيف
ويليام جون كيف (بالإنجليزية: William John Keefe)‏ هو قاضي أمريكي، ولد في 17 نوفمبر 1873 في كلينتون في الولايات المتحدة، وتوفي في 14 سبتمبر 1955 في برونكسفيل في الولايات المتحدة.